# Chyliza humeralis
Chyliza humeralis är en tvåvingeart som beskrevs av Friedrich Hermann Loew 1874. Chyliza humeralis ingår i släktet Chyliza och familjen rotflugor. Inga underarter finns listade i Catalogue of Life.